# Adolf Ahrens (Politiker)
Adolf Ahrens (* 23. August 1898 in Delmenhorst; † 18. Mai 1974 ebenda) war ein deutscher Unternehmer und Politiker. Er war Mitglied der FDP.
Ahrens war von Beruf Maurermeister, Bauunternehmer und Inhaber der Firma J. H. Ahrens in Delmenhorst. Im Jahr 1946 wurde er Kreishandwerksmeister. Seit 1947 war er Ratsherr und vom 14. April 1955 bis zum 22. November 1956 war er für die FDP Zweiter Bürgermeister von Delmenhorst. Am 17. März 1959 wurde er zum Präsidenten der Handwerkskammer Oldenburg gewählt. Zwei Jahre später gab er das Amt des Kreishandwerksmeisters ab. Anlässlich seines 65. Geburtstages bekam er das Steckkreuz des Bundesverdienstordens verliehen. Im Oktober 1964 wechselte er von der FDP zur CDU-Fraktion im Stadtrat. 1969 bekam er das Große Verdienstkreuz der Bundesrepublik Deutschland verliehen.
Außerdem war er Ehrenpräsident der Handwerkskammer Oldenburg.